# Kent Revedal
Kent Magnus Revedal, född 16 februari 1969, är en svensk författare och föreläsare med fokus på smärthantering.

## Biografi
Kent Revedal var managementkonsult och var medgrundare till den kristna motorcykelklubben Christian Crusaders i Sverige år 2007. I september 2010 var han nära att förolyckas i en trafikolycka på sin motorcykel. Olyckan har kan skildrat i sin bok Smällen, att tvingas återupptäcka livet  Olyckan till trots är han fortfarande engagerad som vice president i Christian Crusaders.
Olyckan orsakade en ryggmärgsskada som förlamade honom och gav en ständig smärta. Efter olyckan var han med om att grunda ett rehabföretag, men har senare fått sjukersättning och verkar (2019) som föreläsare och författare på kvartstid.
Revedal medverkade i SVT:s serie När livet vänder i april 2014 och berättade om strategier vid smärttillstånd. Hans bok Leva med långvarig smärta (2019) bygger på egna erfarenheter. Boken ger en översikt över olika medicinska, fysiska, mentala och sociala strategier som kan användas för att ge en förbättrad livskvalitet trots smärta.
Revedal har även uttalat sig om cannabis mot smärta och uttryckt en skepsis till preparatet även om han öppnar för möjligheten att läkare ska kunna förskriva om alla andra medicinska interventioner inte har effekt.
2020 var Revedal en av de nominerade till Aftonbladets utnämning  Svenska hjältar för sitt engagemang för kvinnor som fastnat i trafficking.